# Rolf Ziegler (Soziologe)
Rolf Ziegler (* 22. Juli 1936 in Stuttgart) ist ein deutscher Soziologe.

## Leben
Nach dem Studium der Volkswirtschaftslehre und Soziologie an der Technischen Hochschule Stuttgart und an der Universität Köln (dort 1960 Diplom-Volkswirt) promovierte Ziegler 1967 in Köln zum Dr. rer. pol. und habilitierte sich dort 1971 mit der Schrift Theorie und Modell. Der Beitrag der Formalisierung zur soziologischen Theorienbildung. Im gleichen Jahr wurde er dort auch zum Wissenschaftlichen Rat und Professor ernannt und folgte sodann einem Ruf auf ein Ordinariat nach Kiel. 1975 wurde er an die Universität Wien berufen, zwei Jahre später an die Universität München. 1999 wurde er dort emeritiert.
1995/96 erfolgte die Wahl zum Ordentlichen Mitglied der philosophisch-historischen Klasse der Bayerischen Akademie der Wissenschaften, 1999 wurde er zum Mitglied der Leopoldina gewählt. Seit 2008 ist Ziegler Mitglied der European Academy of Sociology.

## Arbeitsfelder
Ziegler orientiert sich am Kritischen Rationalismus, legt einen Schwerpunkt auf die Anwendung mathematischer Verfahren und auf die Modellierung sozialer Systeme und trat als Organisationssoziologe hervor. Weitere Schwerpunkte seiner Arbeiten waren neben der Methodologie quantitativer Forschung die Analyse sozialer Netzwerke und die Rational-Choice-Theorie.
Rolf Ziegler hat (neben Hans J. Hummell) zur Rezeption und Weiterentwicklung der Mathematischen Soziologie im deutschsprachigen Raum beigetragen. Ab 1974 organisierte er jährlich internationale Fachkonferenzen zur Anwendung mathematischer Verfahren in den Sozialwissenschaften („MASO“-Tagungen), gefördert durch die Werner-Reimers-Stiftung in Bad Homburg v. d. H. An diesen Konferenzen nahmen international führende Experten wie Raymond Boudon, James S. Coleman, Mark S. Granovetter, Harrison C. White oder Anatol Rapoport teil. Später entstand aus diesen Tagungen die Sektion „Modellbildung und Simulation“ der Deutschen Gesellschaft für Soziologie.
Ziegler leitete in den späten 1970er- und den 1980er-Jahren mehrere empirische Forschungsprojekte zu Personal- und Kapitalverflechtungen in der deutschen Wirtschaft. Seine organisationssoziologischen Arbeiten behandelten unter anderem Fragen aus der Forschung zum Erfolg von Betriebsgründungen. Dazu wurden Hypothesen aus der Humankapital- und der Transaktionskostentheorie sowie Ideen aus der Organisationsökologie angewendet und empirisch geprüft. Die Beiträge seiner Forschungsgruppe, zu der unter anderem Josef Brüderl, Peter Preisendörfer und Thomas Hinz gehörten, fanden auch international Beachtung.